# Isla Vinorama
Isla Vinorama är en ö i Mexiko. Den ligger i bukten Bahía Navachiste och tillhör kommunen Guasave i delstaten Sinaloa, i den västra delen av landet. Arean är 8,0 kvadratkilometer.